# بید آرویو
بید آرویو (نام علمی: Salix lasiolepis) نام یک گونه از سرده بید است.